# Alexander, Arkansas
Alexander là một thành phố thuộc quận Saline, tiểu bang Arkansas, Hoa Kỳ. Năm 2010, dân số của thành phố này là 2901 người.

## Dân số
- Dân số năm 2000: 614 người.
- Dân số năm 2010: 2901 người.